# Nombre strictement non palindrome
Un nombre strictement non palindrome est un entier n qui n'est un palindrome dans aucune base b avec 2 ≤ b ≤ n − 2. Les premiers sont : 0, 1, 2, 3, 4, 6, 11, 19, 47, 53, 79, 103, 137, 139, 149, 163, 167, 179, 223, 263, 269, 283, 293, …

## Définition
Pour vérifier qu'un nombre n est strictement non palindrome, il suffit de vérifier qu'il n'est pas un palindrome dans toutes les bases b à partir de 2 jusqu'à n-2. La limite supérieure s'explique ainsi : 
- tout nombre n ≥ 2 s'écrit 11 en base n − 1, donc n est toujours un palindrome en base n − 1 ;
- tout nombre n ≥ 2 s'écrit 10 en base n, donc n n'est jamais un palindrome en base n ;
- tout nombre n ≥ 1 a un seul chiffre en base  b > n,  donc n est toujours un palindrome dans ces bases.

## Exemples

### Le nombre 6
Il s'écrit 110 en base 2, 20 en base 3 et 12 en base 4. Aucun de ces nombres n'est un palindrome donc 6 est strictement non palindrome.

### Le nombre 167
| base :        | 2        | 3     | 4    | 5    | 6   | 7   | 8   | 9   | 10  | 11  | 12  | 13 | 14 | 15 | 16 | 17 | 18 | 19 | 20 | 21 | 22 | 23 | 24 | 25 | ... | 162 | 163 | 164 | 165 |
| 167 s'écrit : | 10100111 | 20012 | 2213 | 1132 | 435 | 326 | 247 | 205 | 167 | 142 | 11B | CB | BD | B2 | A7 | 9E | 95 | 8F | 87 | 7K | 7D | 76 | 6N | 6H | ... | 15  | 14  | 13  | 12  |

Quelle que soit la base b vérifiant la condition  2 ≤ b ≤ 165, 167 ne s'écrit pas sous la forme d'un palindrome : c'est un nombre strictement non palindrome.

## Propriétés
Tout nombre strictement non palindrome supérieur à 6 est premier. Pour montrer qu'un nombre composé n  > 6  ne peut pas être strictement non palindrome, il faut que pour tout n > 6 il existe une base b dans laquelle n est un palindrome.
- Si n est pair, n s'écrit 22 (un palindrome) dans la base b = n/2 − 1 (puisque n>6 alors n/2 − 1  > 2).

Quand n est impair, on écrit  n = p · m où p est le plus petit facteur premier de n. Puisque n est un nombre composé alors p ≤ m.
- Si p = m = 3, alors n = 9 s'écrit 1001 (un palindrome) en base b = 2.
- Si p = m > 3, alors n s'écrit 121 (un palindrome) en base b = p − 1. (puisque p > 3, alors p − 1 > 2)
- Si p < m − 1, alors n s'écrit pp (un nombre à deux chiffres identiques donc un palindrome) en base b = m − 1.

Remarque : le cas p = m − 1 n'existe pas car p et m sont impairs.
On peut aisément vérifier que dans chaque cas la base est dans l'intervalle  2 ≤ b ≤ n − 2 et que les chiffres ai de chaque palindrome sont dans l'intervalle  0 ≤ ai < b. Comme ces conditions ne sont pas vérifiées si n ≤ 6, les nombres 1, 4 et 6 sont strictement  non palindromes bien qu'ils ne soient pas premiers. 